# Bighorn Basin

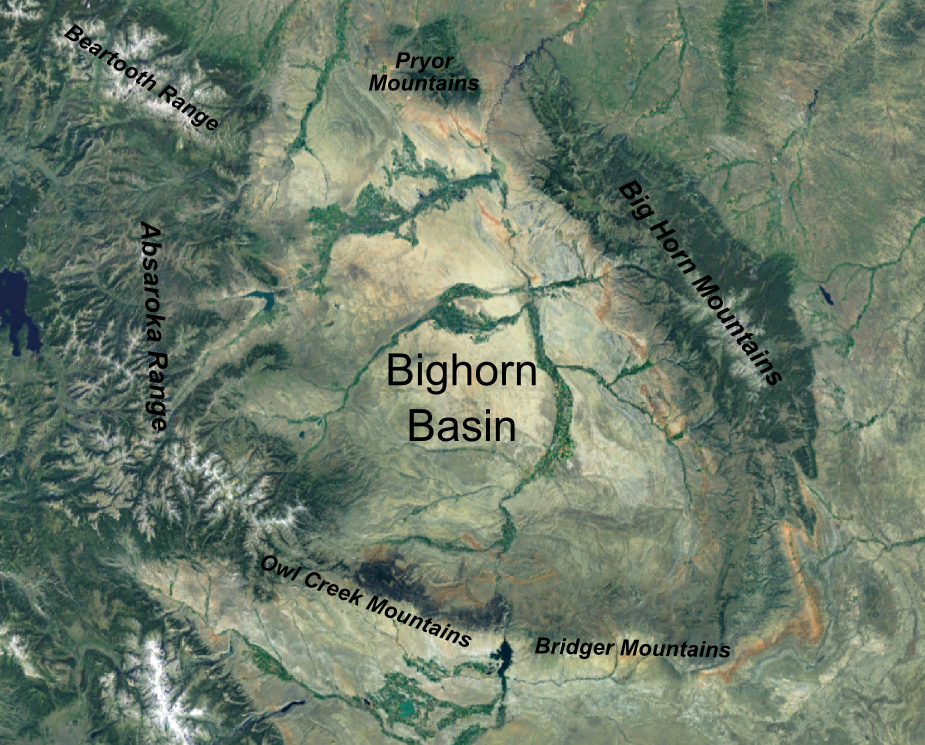
Satellitenbild des Bighorn Basin

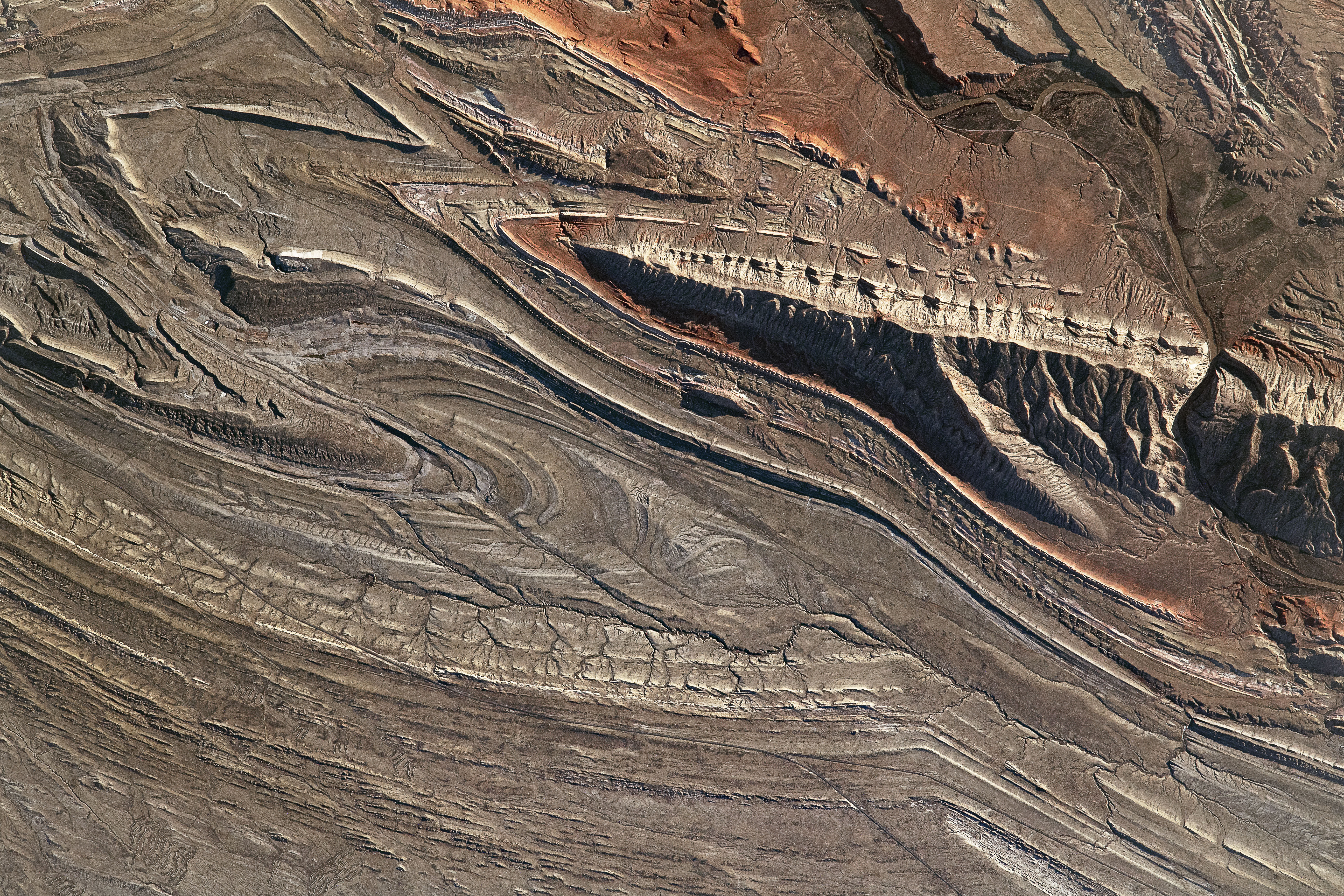
Geologische Strukturen im nördlichen Bighorn Basin, aufgenommen von der ISS, Mai 2021

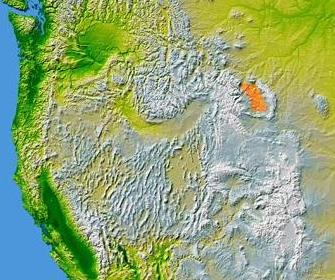
Bighorn Basin

Das Bighorn Basin ist eine Hochebene und ein intermontanes Becken im zentralen Norden des US-Bundesstaates Wyoming mit einem Durchmesser von etwa 160 km. Es grenzt im Westen an die Absaroka Range, im Norden an die Pryor Mountains, im Osten an die Bighorn Mountains und im Süden an die Owl Creek Mountains und die Bridger Mountains. Es wird nach Norden durch Zuflüsse des Bighorn River entwässert, der als Wind River von Süden her in das Becken einmündet, und zum Bighorn River wird, wenn er in das Becken eindringt. Die Region ist halbtrocken und erhält jährlich nur 15–25 cm Regen.
Die größten Städte im Einzugsgebiet sind Cody, Thermopolis, Worland und Powell. Zuckerrüben, Pintobohnen, Sonnenblumen, Gerste, Hafer und Mais werden auf bewässerten Bauernhöfen in der Region angebaut.

## Geschichte

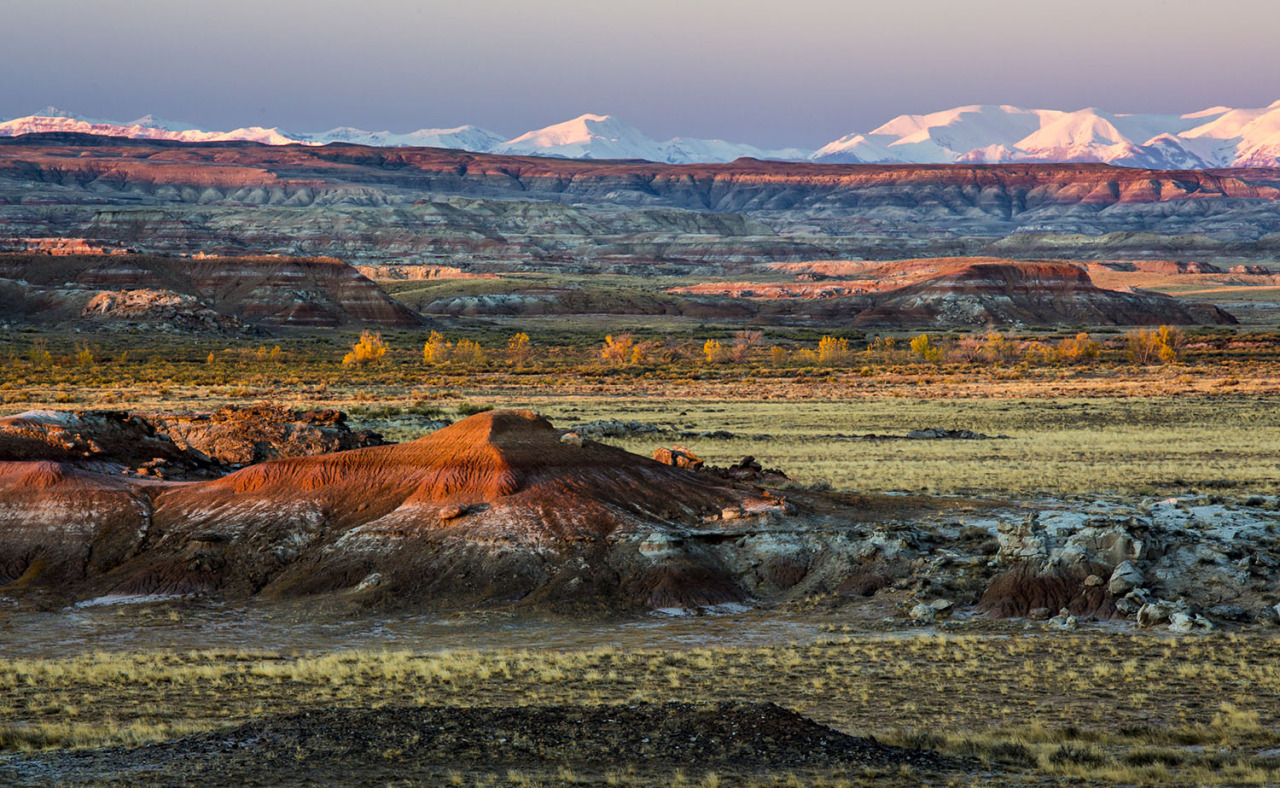
Badlands in der Bobcat Draw Wilderness Study Area südwestlich von Worland

Das Becken wurde 1807 von John Colter erkundet. Westlich von Cody entdeckte er geotherme Merkmale, die später im Volksmund „Colters Hell“ genannt wurden. Die Region wurde später durch den Bridger Trail durchquert, der 1864 von Jim Bridger in Brand gesetzt wurde, um den Oregon Trail im Süden mit Montana zu verbinden. Die Route war eine wichtige Alternative zum Bozeman Trail, der das Powder River Country durchquert hatte, aber nach dem Red-Cloud-Krieg für weiße Siedler gesperrt worden war. Um die Wende des 20. Jahrhunderts wurde das Bighorn Basin von Ranchern wie William „Buffalo Bill“ Cody besiedelt, der die Stadt Cody gründete und einiges an Land rund um den Shoshone River besaß. Die Chicago, Burlington and Quincy Railroad verlängerte 1901 eine Nebenstrecke nach Cody und wurde schließlich durch das gesamte Becken gebaut. 1904 half Cody bei der Gründung des Shoshone-Projekts, dem ersten Wasserentwicklungsprojekt des Landes, das bei der Bewässerung des westlichen Teils des Beckens helfen sollte. Das Projekt beinhaltete den Bau des Buffalo Bill Dam und des Stausees. Der Reichtum in der Region zog jedoch auch Gesetzlose an. Butch Cassidy lebte eine Weile in der Nähe von Meeteetse und wurde auf Drängen des örtlichen Viehbarons Otto Franc verhaftet und wegen Pferdediebstahls in die Wyoming State Penitentiary geschickt. Nach seiner Freilassung gründete er die Wild-Bunch-Gang, die von der Hole-in-the-Wall-Region südöstlich des Bighorn Basin aus operierte.

1942 befand sich eines der zehn japanisch-amerikanischen Internierungslager des Landes im Park County im westlichen Teil des Beckens. Das Camp wurde Heart Mountain Relocation Center genannt, nach dem nahe gelegenen Heart Mountain. Das Lager wurde bis 1945 betrieben und auf seinem Höhepunkt mehr als 10.000 Internierte festgehalten.

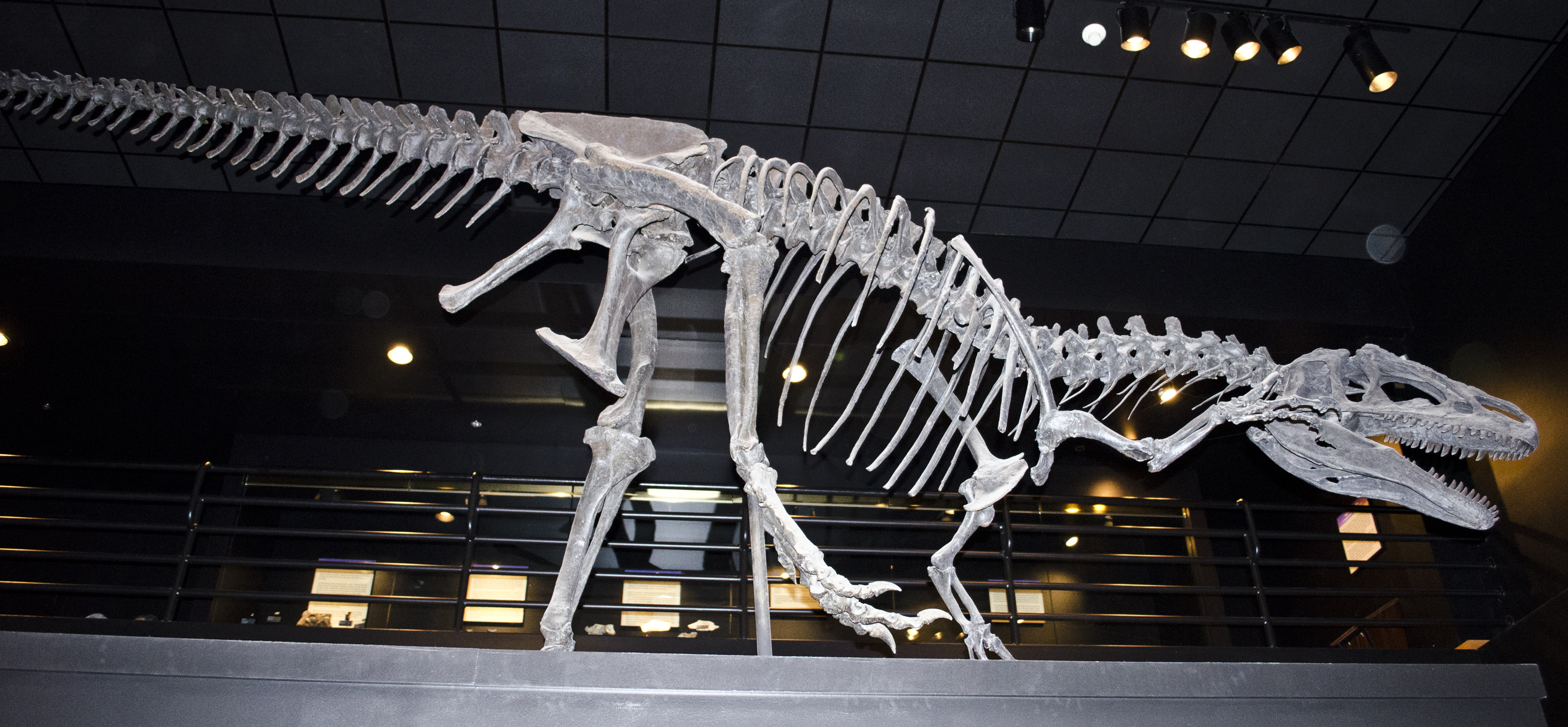
Big Al im Museum of the Rockies

## Geologie

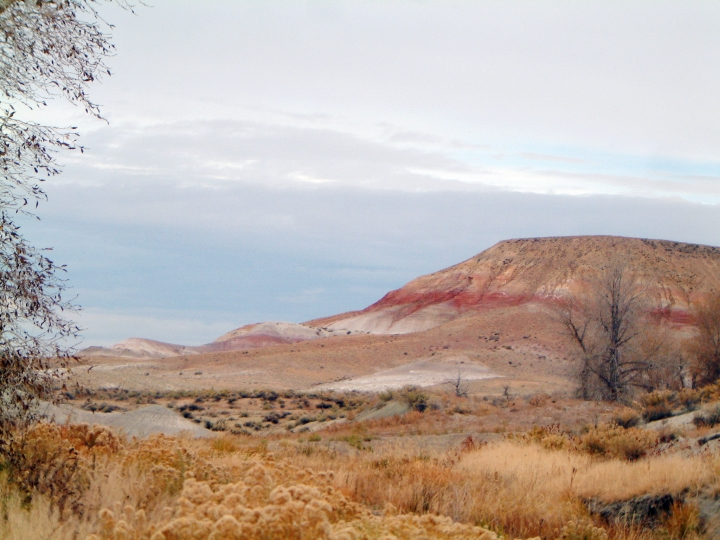
Cloverly-Formation

Das Bighorn-Becken bildet ein geologisches Sedimentbecken, das mit mehr als 6100 m Sedimentgestein vom Kambrium bis zum Miozän angefüllt ist. Seit dem frühen 20. Jahrhundert ist das Becken eine bedeutende Erdölquelle und hat mehr als 1.400.000.000 Barrel (220.000.000 m³) Öl produziert. Das wichtigste Ölreservoir ist die Tensleep Formation aus dem Pennsylvanium. Weitere wichtige Erdölquellen sind der Madison-Kalkstein aus dem Mississippium, die Permphosphoria-Formation und der Frontier-Sandstone aus der Kreidezeit.
Im nördlichen Teil des Beckens, entlang der Bighorn Mountains, wurden wenige Mengen Uran abgebaut.
Der östliche Teil des Beckens ist bekannt für sein Reichtum an Fossilien, mit Formationen wie der Cloverly Formation aus der Kreidezeit, die zahlreiche Dinosaurierfossilien hervorbringt. Nahe dem Ort Shell wurde beispielsweise das Allosaurus-Skelett „Big Al“ gefunden.
Die Schwemmschichten der Willwood- und Fort Union Formations im Bighorn Basin enthalten eine gut dokumentierte Aufzeichnung des Paläozän-Eozän-Temperaturmaximums (PETM). Die Analyse von Paläoböden zeigt hier, dass das Bighorn Basin während des PETM trockener wurde, wobei nass-trockene Zyklen über dieser allgemeinen Zunahme der Trockenheit überlagert wurden. Diese Veränderungen in der Umwelt gehen mit Veränderungen in der Paläoökologie einher.

## Orte im Bighorn Basin

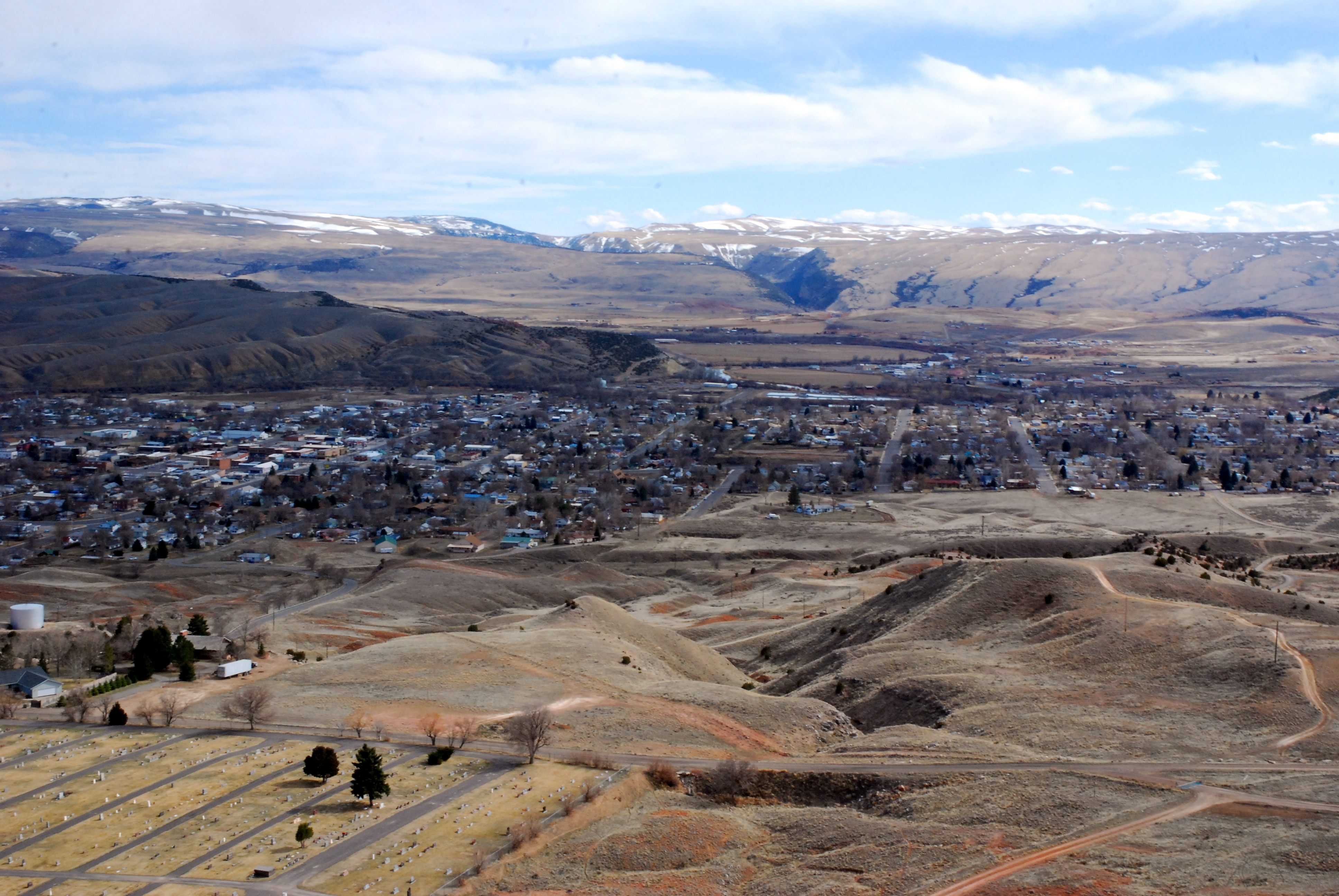
Thermopolis

| - Basin - Burlington - Byron - Cody - Cowley | - Deaver - Frannie - Greybull - Hyattville | - Lovell - Manderson - Otto - Powell | - Shell - Ten Sleep - Thermopolis - Worland |

## Sehenswürdigkeiten
- Bighorn Canyon National Recreation Area
- Red Gulch Dinosaur Tracksite
- Hot Springs State Park

## Belege
1. ↑  Gray S.T. (2004): Tree-Ring-Based Reconstruction of Precipitation in the Bighorn Basin, Wyoming, since 1260 A.D. Hrsg.: Journal of Climate.
2. ↑  Big Horn Basin, Wyoming | Northwest Wyoming. 9. März 2016, ehemals im Original (nicht mehr online verfügbar); abgerufen am 13. Januar 2021. (Seite nicht mehr abrufbar. Suche in Webarchiven)
3. ↑  The Bighorn Basin: Wyoming's Bony Back Pocket | WyoHistory.org. Abgerufen am 13. Januar 2021.
4. ↑  Clyde, William C.; Hamzi, Walid; Finarelli, John A.; Wing, Scott L.; Schankler, David; Chew, Amy (2007): "Basin-wide magnetostratigraphic framework for the Bighorn Basin, Wyoming". Hrsg.: Geological Society of America.
5. ↑  Kraus, Mary J.; Riggins, Susan (2007): "Transient drying during the Paleocene–Eocene Thermal Maximum (PETM): Analysis of paleosols in the bighorn basin, Wyoming". Hrsg.: Palaeogeography, Palaeoclimatology, Palaeoecology.